# Memoriał Ireny Szewińskiej 2021
Das 3. Memoriał Ireny Szewińskiej war eine Leichtathletik-Veranstaltung, die am 30. Juni 2021 im Zdzisław-Krzyszkowiak-Stadion im polnischen Bydgoszcz stattfand. Die Veranstaltung war Teil der World Athletics Continental Tour und zählte zu den Gold-Meetings, der höchsten Kategorie dieser Leichtathletik-Serie.

## Resultate

### Männer

#### 100 m
| Platz | Athlet            | Land | Zeit (s) |
| ----- | ----------------- | ---- | -------- |
| 1     | Tlotliso Leotlela | RSA  | 10,24    |
| 2     | Jerome Blake      | CAN  | 10,28    |
| 3     | Mike Rodgers      | USA  | 10,33    |
| 4     | Dominik Kopeć     | POL  | 10,67    |
| 5     | Adrian Brzeziński | POL  | 10,76    |
| 6     | Karol Kwiatkowski | POL  | 10,90    |
| 7     | Bartosz Taradaj   | POL  | 11,07    |
| 8     | Dominik Bochenek  | POL  | 11,07    |

Wind: −1,8 m/s

#### 800 m
| Platz | Athlet                       | Land | Zeit (min) |
| ----- | ---------------------------- | ---- | ---------- |
| 1     | Cornelius Tuwei              | GBR  | 1:45,76    |
| 2     | Jamie Webb                   | GBR  | 1:46,04    |
| 3     | Takieddine Hedeilli          | ALG  | 1:47,51    |
| 4     | John Fitzsimons              | IRL  | 1:47,83    |
| 5     | Adam Kszczot                 | POL  | 1:47,97    |
| 6     | Lukáš Hodboď                 | CZE  | 1:48,07    |
| 7     | Melkeneh Azize               | ETH  | 1:48,62    |
| 8     | Jan Friš                     | CZE  | 1:48,83    |
| 9     | Patryk Sieradzki (Pacemaker) | POL  | DNF        |

#### 110 m Hürden
| Platz | Athlet              | Land | Zeit (s) |
| ----- | ------------------- | ---- | -------- |
| 1     | Orlando Ortega      | ESP  | 13,33    |
| 2     | Damian Czykier      | POL  | 13,60    |
| 3     | Shane Brathwaite    | BAR  | 13,69    |
| 4     | Gregor Traber       | GER  | 13,75    |
| 5     | Cameron Fillery     | GBR  | 13,76    |
| 6     | Liam van der Schaaf | NED  | 13,78    |
| 7     | James Weaver        | GBR  | 13,94    |

Wind: −1,1 m/s

#### 3000 m Hindernis
| Platz | Athlet                 | Land | Zeit (s)   |
| ----- | ---------------------- | ---- | ---------- |
| 1     | Abrham Sime            | ETH  | 8:21,41    |
| 2     | Albert Chemutai        | KEN  | 8:23,65 SB |
| 3     | Wilberforce Kones      | KEN  | 8:29,48    |
| 4     | Nicholas Kiptonui Bett | KEN  | 8:35,40    |
| 5     | Barnabas Kipyego       | KEN  | 8:47,55    |
| 6     | El Mehdi Aboujanah     | ESP  | 9:04,99    |
| 7     | Mateusz Kaczmarek      | POL  | 9:21,51    |

#### Stabhochsprung
| Platz | Athletin                | Land | Höhe (m) |
| ----- | ----------------------- | ---- | -------- |
| 1     | Christopher Nilsen      | USA  | 5,92 SB  |
| 2     | Ernest Obiena           | PHI  | 5,87 PB  |
| 3     | Piotr Lisek             | POL  | 5,82 SB  |
| 4     | Thiago Braz             | BRA  | 5,82 SB  |
| 5     | Dominik Alberto         | SUI  | 5,65 SB  |
| 6     | Augusto Dutra           | BRA  | 5,50     |
| 6     | Robert Sobera           | POL  | 5,50     |
| 8     | Paweł Wojciechowski     | POL  | 5,50     |
| 9     | Valco van Wyk           | RSA  | 5,50     |
| 10    | Konstandinos Filippidis | GRC  | 5,35     |
|       | Andrew Irwin            | USA  | NH       |

#### Kugelstoßen
| Platz | Athlet                | Land | Weite (m) |
| ----- | --------------------- | ---- | --------- |
| 1     | Tomas Walsh           | NZL  | 21,46     |
| 2     | Armin Sinančević      | SRB  | 21,16     |
| 3     | Chukwuebuka Enekwechi | NGR  | 21,11     |
| 4     | Josh Awotunde         | USA  | 21,07     |
| 5     | Kyle Blignaut         | RSA  | 20,91     |
| 6     | Michał Haratyk        | POL  | 20,42     |
| 7     | Marcus Thomsen        | NOR  | 19,80     |
| 8     | Jakub Szyszkowski     | POL  | 19,23     |

#### Hammerwurf
| Platz | Athlet           | Land | Weite (m) |
| ----- | ---------------- | ---- | --------- |
| 1     | Paweł Fajdek     | POL  | 82,77 MR  |
| 2     | Wojciech Nowicki | POL  | 80,00     |
| 3     | Mychajlo Kochan  | UKR  | 79,96 PB  |
| 4     | Waleri Pronkin   | ANA  | 75,99     |
| 5     | Diego del Real   | MEX  | 74,60     |
| 6     | Serghei Marghiev | MDA  | 73,78     |
| 7     | Marcin Wrotyński | POL  | 70,09     |

### Frauen

#### 100 m
| Platz | Athlet             | Land | Zeit (s) |
| ----- | ------------------ | ---- | -------- |
| 1     | Michelle-Lee Ahye  | TTO  | 11,33    |
| 2     | Kiara Parker       | USA  | 11,56    |
| 3     | Mathilde Kramer    | DEN  | 11,76    |
| 4     | Kamila Ciba        | POL  | 11,91    |
| 5     | Katarzyna Sokólska | POL  | 11,93    |
| 6     | Julia Polak        | POL  | 12,02    |
| 7     | Zuzanna Borzewska  | POL  | 12,23    |
| 8     | Zuzanna Kogut      | POL  | 12,40    |
| 8     | Katarzyna Ferenz   | POL  | 12,47    |

Wind: −1,9 m/s

#### 400 m
| Platz | Athlet                   | Land | Zeit (s) |
| ----- | ------------------------ | ---- | -------- |
| 1     | Christine Mboma          | NAM  | 48,54 MR |
| 2     | Justyna Święty-Ersetic   | POL  | 51,91    |
| 3     | Cátia Azevedo            | POR  | 52,03    |
| 4     | Małgorzata Hołub-Kowalik | POL  | 52,07    |
| 5     | Aleksandra Gaworska      | POL  | 53,52    |
| 6     | Anna Pałys               | POL  | 54,16    |
| 7     | Mariola Karaś            | POL  | 54,37    |

#### 800 m
| Platz | Athletin                       | Land | Zeit (min) |
| ----- | ------------------------------ | ---- | ---------- |
| 1     | Worknesh Mesele                | ETH  | 1:59,39 MR |
| 2     | Diribe Welteji                 | ETH  | 1:59,46 PB |
| 3     | Eglay Nafuna Nalyanya          | KEN  | 2:00,50 SB |
| 4     | Anna Wielgosz                  | POL  | 2:02,05    |
| 5     | Alexandra Guljajewa            | ANA  | 2:03,08    |
| 6     | Jenna Bromell                  | IRL  | 2:03,73    |
| 7     | Marharyta Katschanawa          | BLR  | 2:04,05    |
| 8     | Roksana Piechowska             | POL  | 2:14,35    |
| 9     | Katarzyna Główczewska          | POL  | 2:14,81    |
|       | Agata Kołakowska (Pacemakerin) | POL  | DNF        |

#### 1500 m
| Platz | Athlet                          | Land | Zeit (min) |
| ----- | ------------------------------- | ---- | ---------- |
| 1     | Tigist Ketema                   | ETH  | 4:03,90    |
| 2     | Rababe Arafi                    | MAR  | 4:05,97    |
| 3     | Mercy Cherono                   | KEN  | 4:08,26 SB |
| 4     | Martyna Galant                  | POL  | 4:12,97    |
| 5     | Sara Benfares                   | GER  | 4:15,29    |
| 6     | Weronika Lizakowska             | POL  | 4:19,91    |
| 7     | Mariola Baranowska              | POL  | 4:25,13    |
|       | Oryssja Demjanjuk (Pacemakerin) | UKR  | DNF        |

#### 100 m Hürden
| Platz | Athlet             | Land | Zeit (s) |
| ----- | ------------------ | ---- | -------- |
| 1     | Elwira Herman      | BLR  | 13,15    |
| 2     | Klaudia Siciarz    | POL  | 13,28    |
| 3     | Markéta Štolová    | CZE  | 13,66    |
| 4     | Monika Kiepura     | POL  | 13,66    |
| 5     | Xenija Labygina    | ANA  | 13,68    |
| 6     | Mette Graversgaard | DEN  | 13,77    |
| 7     | Alicia Barrett     | GBR  | 13,76    |
| 8     | Zuzanna Hulisz     | POL  | 13,89    |
| 9     | Natalija Jurtschuk | UKR  | 13,90    |

Wind: −1,8 m/s

#### Hammerwurf
| Platz | Athlet              | Land | Weite (m) |
| ----- | ------------------- | ---- | --------- |
| 1     | Anita Włodarczyk    | POL  | 77,93 SB  |
| 2     | Malwina Kopron      | POL  | 75,41     |
| 3     | Alexandra Tavernier | FRA  | 73,87     |
| 4     | Hanna Skydan        | AZE  | 73,25     |
| 5     | Lauren Bruce        | NZL  | 72,25     |
| 6     | Joanna Fiodorow     | POL  | 71,77     |
| 7     | Katarzyna Furmanek  | POL  | 70,83     |
| 8     | Iryna Klymez        | UKR  | 69,94     |